# Парија
Парија је у грчкој митологији била нимфа.

## Митологија
Парија је била једна од Најада, нимфа изворишта, бунара или фонтана у главном граду острва Парос на Егејском мору. Била је љубавница краља Миноја (неки извори помињу и њихово венчање), коме је родила синове Еуримедонта, Нефалиона, Хриса и Филолаја. Према овој нимфи је Парос и добио назив.